# Holi 1312

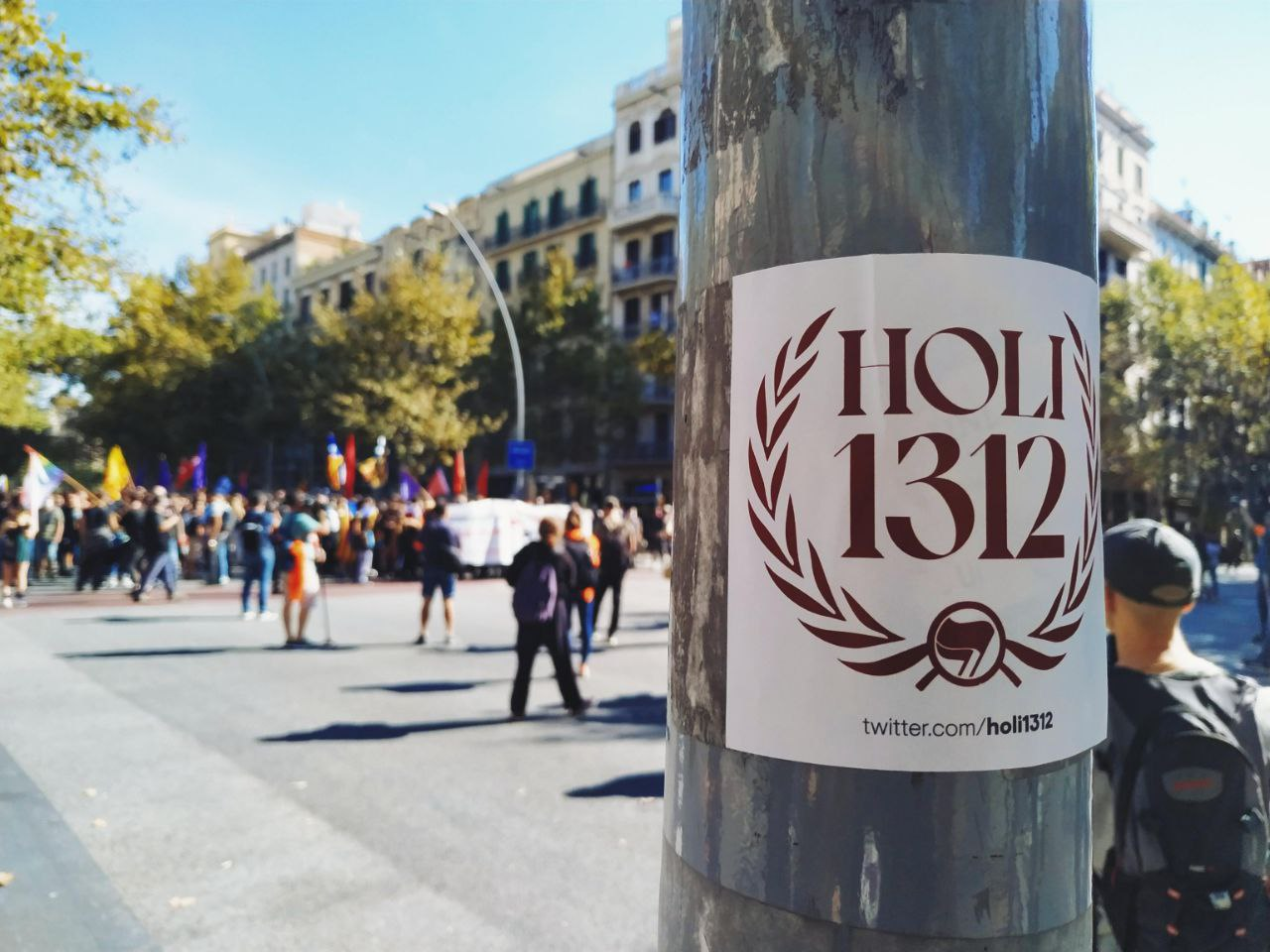
Adhesiu de la campanya

Holi 1312 és un grup de suport a 4 antifeixistes militants d'Arran i Endavant OSAN encausades per manifestar-se el 29 d'octubre 2018 al #HoliNoPassareu, i a qui la Fiscalia demanaria 16 anys de presó (4 per cada una de les militants) acusant-les de "desordres públics". Aquell dia l'organització juvenil convocà una mobilització a Plaça Sant Jaume, un holi fest amb colors que simbolitzaven el contrast de la vida, plural i alegre, amb la grisor feixista de l'homenatge a la brutalitat policial de l'1-O previst per aquell dia. Quatre dones militants antifeixistes foren identificades en aquella protesta per dur a sobre bosses de pols de pintura. Aquell mateix acte va comportar també la investigació i condemna de Marcel Vivet per una presumpta agressió al dit d'un policia, la qual també va motivar l'obertura d'un procediment penal paral·lel contra un altre jove militant antifeixista anomenat Adrià Catasús. L'acusació de la Fiscalia faria ús del polèmic de l'article 557.bis.3r del Codi Penal espanyol, que es refereix la comissió dels desordres en l'ocasió d'una manifestació, i que amplia el topall dels tres anys de presó del delicte bàsic i permet exigir 4 anys de reclusió per a cada una de les quatre independentistes encausades, segons explicaria l'organització antirepressiva Alerta Solidària en un comunicat.

## Holi Festival

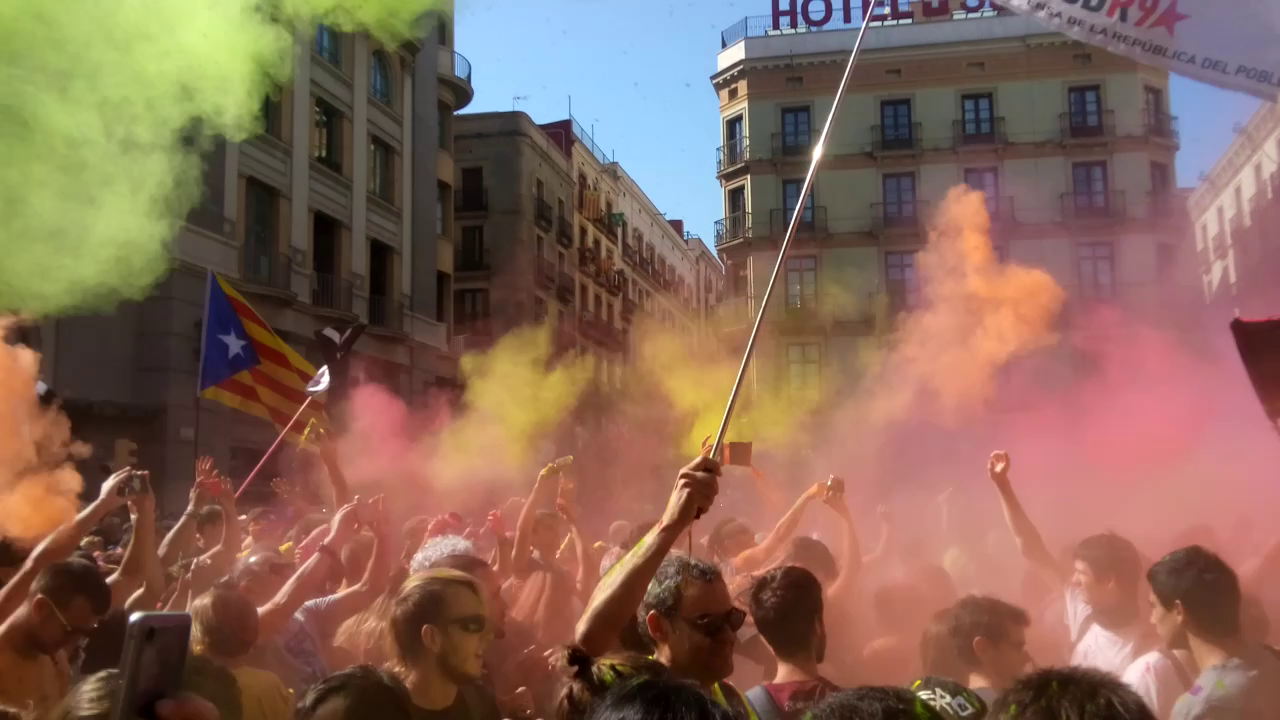
Protesta a Barcelona contra sindicats de policia que es manifestaven per reclamar una millora salarial i en homenatge a les seves accions en el referèndum d'independència de 2017.

Pel 28-29 de setembre de 2018, l'organització juvenil independentista Arran, convocà dos actes per prendre lloc a la nit a la Plaça Sant Jaume de Barcelona i evitar l'endemà dia 29 la manifestació en suport de la Policia Nacional espanyola i la Guàrdia Civil que havien de recórrer el centre de la ciutat. El Departament d'Interior prohibí tant la marxa policial com la convocatòria d'Arran coincidissin a Plaça Sant Jaume i així evitar enfrontaments. Però Arran mantindria la convocatòria amb el suport de l'ANC tot anunciant una acampada a la mateixa Plaça Sant Jaume, i així aconseguir que els Mossos d'Esquadra segellessin les entrades a la plaça tal com s'havien compromès amb el sindicat policial espanyol Jusapol. La concentració de Jusapol era oficialment per reclamar l'equiparació salarial dels agents de la Policia Nacional i Guàrdia Civil amb les policies autonòmiques, i també rendir homenatge als agents que participaren en l'Operació Copèrnic amb la que el Govern espanyol intentà frenar la celebració del referèndum d'independència català del 2017, així com els agents d'ambdós cossos policials destinats a Catalunya i denunciar l'"aïllament social que segons el sindicat estaven patint. Arran pretenia protestar també contra les càrregues policials del referèndum independentista de l'1 d'octubre de 2017 i no permetre que es fessin manifestacions que poguessin menysprear aquells fets. El dia 29 de setembre, Arran convocaria a les 11:30 a Plaça Sant Jaume també un Holi Festival, emulant el festival hindú de primavera però transformant-lo en una mena de guerra de pintura, sota el lema "Ofeguem-los amb pintura!".